# 1756 en philosophie
Chronologie de la philosophie
- 1752
- 1753
- 1754
- 1755
- 1756
- 1757
- 1758
- 1759
- 1760

L’année 1756 a été marquée, en philosophie, par les événements suivants :

## Publications
- Essai sur les mœurs et l'esprit des nations[1] est une œuvre de Voltaire, publiée pour la première fois dans son intégralité en 1756.

- Jean-Jacques Rousseau écrit : 
  - Examen de deux principes avancés par M. Rameau;
  - Jugement sur la Polysynodie ( — Première publication en 1782[2])
  - Jugement du Projet de paix perpétuelle de Monsieur l'Abbé de Saint-Pierre [3]

## Décès
- 18 février : Étienne-Simon de Gamaches, mathématicien et philosophe français (° 1672).